# Тюрін Сергій Григорович
Сергій Григорович Тюрін (нар. 19 травня 1977) — український державний діяч та адвокат, голова Хмельницької обласної державної адміністрації з 2 травня 2024 року.

## Біографія
Народився 19 травня 1977 року. 
У 2001 році закінчив Хмельницький інститут регіонального управління та права. Ще під час навчання, в 2000 році розпочав працювати юристом приватного малого підприємства «М-Інвест» в місті Хмельницький. 
У 2002—2004 роках працював юристом Державного резервного насіннєвого фонду України. З 2004 року розпочинає займатися адвокатською практикою, спочатку до 2008 року був одним із партнерів юридичної фірми «Гвоздій та Партнери» в Києві, а з 2008 до січня 2021 року працював адвокатом, партнером та виконавчим директором київської юридичної фірми «С. Т. Партнерс». Одночасно з грудня 2019 року до січня 2021 року працював адвокатом і керуючим партнером київської юридично-консалтингової групи компаній «Інстейт Груп».
У грудні 2020 року отримав пропозицію голови Хмельницької обласної державної адміністрації Сергія Гамалія стати його першим заступником, та був офіційно представлений на пресконференції 10 грудня 2020 року. Щоправда, роботу на новій посаді розпочав лише в січні 2021 року. 15 березня 2023 року Сергія Гамалія звільнили з посади голови обласної адміністрації згідно з поданою заявою, і його перший заступник у зв'язку з відсутністю інших кадрових рішень президента розпочав виконувати обов'язки голови обласної адміністрації (з 16 березня 2023 по 2 травня 2024).
2 травня 2024 року Указом Президента України призначений головою Хмельницької обласної державної адміністрації.